# Dekanat Graz-Mitte
Das Dekanat Graz-Mitte war ein Dekanat in der Stadtkirche Graz der römisch-katholischen Diözese Graz-Seckau in Österreich.

## Organisation
Das Dekanat Graz-West umfasste acht Kirchengemeinden:
- Pfarrei Graz-Dom (Nordteile von I. Innere Stadt und III. Geidorf)
Unterorganisationen: Rektorat an der Stiegenkirche, Kuratbenefizium Graz-Leechkirche
- Pfarrei Graz-Stadtpfarrkirche zum Hl. Blut (Ost- und Südteile von I. Innere Stadt)
- Pfarrei Graz-Herz Jesu (Teile von II. St. Leonhard)
- Pfarrei Graz-Mariä Himmelfahrt (Murnahe Teile von I. Innere Stadt)
- Pfarrei Graz-Mariahilf (Stadtnahe Teile von IV. Lend)
  - Seelsorgestelle Barmherzigenkirche
- Pfarrverband Graz-St. Andrä – Graz-Karlau (Nordteile von V. Gries)
  - Pfarrei Graz-St. Andrä
  - Pfarrei Graz-Karlau
  - Benefizium an der Kirche zum Hl. Geist im Bürgerspital, Kuratbenefizium im Elisabethinenkloster in Graz, Lokalkaplanei Graz-Welsche Kirche
- Pfarrei Graz-Unbefleckte Empfängnis im Krankenhaus der Stadt Graz (in V. Gries)

Außerdem stellte das Dekanat den Gefangenhausseelsorger am Polizeianhaltezentrum Graz, und die Krankenhausseelsorge Barmherzige Brüder Marschallgasse (diese auch die Schulschwestern).
Ordensniederlassungen sind:
- das Konvent und Postulantat der Barmherzigen Brüder (OH, mit Krankenhaus),
- das Franziskanerkloster (OFM),
- das John Ogilvie Haus der Jesuiten (SJ),
- das Kloster Mariahilf der Minoriten (OFMConv),
- das Konvent der Elisabethinen (OSE),
- und das Provinzhaus (Provinzialat) der Grazer Schulschwestern (Franziskanerinnen von der Unbefleckten Empfängnis, FIC, mit der Schwester Klara Fietz Volksschule[3]).

Außerdem finden sich:
- die Komturei Graz des Ritterorden vom Heiligen Grab zu Jerusalem[4]
- und die Gruppe Graz der Gemeinschaft Unserer Lieben Frau Vom Wege (Säkularinstitut).

## Liste der Pfarren mit Kirchengebäuden, Kapellen, und Seelsorgestellen
- Pf. … Pfarre, Org. … Sonstige Organisation
- Sitz … Stadtbezirk, Stadtteil
- Ust. … Unterstellung,  Betr. … Betreuung; Vbd. … Pfarrverband (kleingesetzt)
- Seit: gen. … erstgenannt, err. … errichtet
- Patr. … Patrozinium; Anb. … Anbetungstag, Kirchw. … Kirchweihtag
- Spalte Kirchen: Sortierbar nach Rang der Kirche
- Spalte Bild: Sortierbar nach heutigem Erscheinungsbild der Pfarrkirche

| Pf./Org.                                                                                    | Sitz            | Ust./Betr./Vbd.                                                 | Seit                                                             | Patr.                                                                                            | Kirchen, Seelsorgestellen | Bild                                  |
| ------------------------------------------------------------------------------------------- | --------------- | --------------------------------------------------------------- | ---------------------------------------------------------------- | ------------------------------------------------------------------------------------------------ | --- | ------------------------------------- |
| Seelsorgestelle Barmherzigenkirche                                                          | 4. Lend         | Graz-Mariahilf (Ust.); Barmherzige Brüder, Konvent Graz (Betr.) | (1615 Stiftung d. Barmh. Brüder, Kirche erb. 1636 )              | Mariä Verkündigung, 25. März                                                                     | Kirche Mariä Verkündigung (Barmherzigenkirche, Garnisonskirche) | Barmherzigkeitskirche, Graz-Lend      |
| Benefizium an der Kirche zum Hl. Geist im Bürgerspital                                      | 5. Gries        | Graz-St. Andrä (Ust.) (Graz-St.Andrä - Graz-Karlau)             | um 1939 (Kirche erb. 14. Jh., Bürgerspitalstiftung 1320)         | Hl. Geist, Pfingstsonntag                                                                        | Kirche zum Hl. Geist im Bürgerspital | Bürgerspitalkirche Graz-Gries         |
| Pfarre Graz-Dom (Dompfarre)                                                                 | 1. Innere Stadt |                                                                 | 1786 (err., alte Pfarrk. gen. 1174, Ki. erb. 1449–1462)          | Hl. Ägidius, 1. September (Anb. jeden Donnerstag in der Advent- und Fastenzeit, Kirchw. 1. Mai)  | Kathedrale und Bischofskirche Graz-Seckau, Pfarrkirche Graz-Dom (Grazer Dom) Kirchen: Hl. Katharina im Mausoleum Kaiser Ferdinands II., Hl. Antonius von Padua Messkapellen: Bischöfliche Hauskapelle Hlgst. Dreifaltigkeit, Hl. Barbara im Domherrenhof, Unbefleckte Empfängnis im Priesterseminar Kapelle: Kapelle im John Ogilvie Haus Kapellen im Dom: Barbarakapelle, Friedrichskapelle, Romualdkapelle | Grazer Dom                            |
| Kuratbenefizium im Elisabethinenkloster in Graz                                             | 5. Gries        | Graz-St. Andrä (Ust.) (Graz-St.Andrä - Graz-Karlau)             | (Kirche erb. 1696)                                               | Hl. Laurentius, 10. August                                                                       | Kirche zum Hl. Laurentius (Elisabethinenkirche) | Elisabethinenkirche Graz-Gries        |
| Pfarre Graz-Stadtpfarrkirche zum Hl. Blut (Propstei-, Haupt- und Stadtpfarre Graz-Hl. Blut) | 1. Innere Stadt |                                                                 | 1585 (err. als Stadtpfarre, Pfarrk. erb. 1439–1520)              | Hl. Blut, 1. Juli (Anb. Freitag vor dem 1. Samstag im Juli, Kirchw. Dritter Sonntag im Oktober)  | Propstei-, Haupt- und Stadtpfarrkirche Graz-Hl. Blut Messkapelle: Mariä Himmelfahrt im Landhaus Friedhof: St. Peter Stadtfriedhof | Stadtpfarrkirche Graz                 |
| Pfarre Graz-Herz Jesu                                                                       | 2. St. Leonhard |                                                                 | 1902 (err., provisorisch 1891)                                   | Hlgst. Herz Jesu, Freitag nach der Fronleichnamsoktav (Anb. Herz-Jesu-Fest)                      | Pfarrkirche Graz-Herz Jesu | Pfarrkirche Herz Jesu, Graz           |
| Pfarre Graz-Karlau                                                                          | 5. Gries        | Graz-St.Andrä - Graz-Karlau                                     | 1788 (err., Pfarrk. erb. 1756, Lokalie 1786)                     | Hlgst. Dreifaltigkeit, Dreifaltigkeitssonntag (Anb. 11. September, Kirchw. Letzter Aprilsonntag) | Pfarrkirche Graz-Karlau Messkapellen: Hl. Thomas in der Justizanstalt, Kapelle im Aloisianum | Pfarrkirche Graz-Karlau               |
| Kuratbenefizium Graz-Leechkirche                                                            | 3. Geidorf      | Graz-Dom (Ust.)                                                 | 1979 (Kirche gen. 1202, 1233 Deutschorden)                       | Mariä Himmelfahrt, 15. August                                                                    | Kirche Mariä Himmelfahrt (Leechkirche, Universitätskirche) | Leechkirche, Graz-Geidorf             |
| Pfarre Graz-Mariä Himmelfahrt                                                               | 1. Innere Stadt | Franziskaner, Kloster in Graz (Betr.)                           | 1783 (err., Pfarrk. erb. um 1253)                                | Mariä Himmelfahrt, 15. August (Anb. Aschermittwoch, Kirchw. 30. Oktober)                         | Pfarrkirche Graz-Mariä Himmelfahrt (Franziskanerkirche) Kirche: Ss. Trinitatis bei den Franziskanerinnen in der Sackstraße Messkapellen: Hl. Jakobus im Kreuzgang des Franziskanerklosters, Hl. Johannes Baptist im Joanneum Kapellen im Franziskanerkloster: Josefskapelle, Antoniuskapelle | Franziskanerkirche, Graz Innere Stadt |
| Pfarre Graz-Mariahilf                                                                       | 4. Lend         | Minoriten, Kloster Mariahilf in Graz (Betr.)                    | 1783 (err., Pfarrk. erb. 1611)                                   | Mariahilf, 25. März (Anb. 27. Juni, Kirchw. 29. Mai)                                             | Pfarrkirche Graz-Mariä MariahilfMesskapellen: Schatzkammerkapelle Mariahilf im Kreuzgang des Klosters, Taufkapelle (Triebenegg’sche Gruftkapelle) zum Hl. Bonaventura in der Sakristei der Mariahilferkirche, Loretokapelle in der Barmherzigenkirche, Kapelle zum hl. Rafael im Krankenhaus der Barmherzigen Brüder                                                                                         | Mariahilfer Kirche, Graz-Lend         |
| Pfarre Graz-St. Andrä                                                                       | 5. Gries        | Graz-St.Andrä - Graz-Karlau                                     | 1783 (alte Pfk. gen. 1340)                                       | Hl. Andreas, 30. November (Anb. 29. September)                                                   | Pfarrkirche Graz-St. Andrä Filialkirche: Graz-St. Lukas (Expositur 1972–1994) | Andräkirche, Graz-Gries               |
| Rektorat an der Stiegenkirche in Graz                                                       | 1. Innere Stadt | Graz-Dom (Ust.)                                                 | 1957 (Kirche gen. 1343, 1619 Augustiner-Eremiten, 1886 Jesuiten) | Hl. Paulus, 25. Jänner (Pauli Bekehrung)                                                         | Kirche Hl. Paulus (Stiegenkirche) | Stiegenkirche, Graz Innere Stadt      |
| Pfarre Graz-Unbefleckte Empfängnis im Krankenhaus der Stadt                                 | 5. Gries        |                                                                 | 1905 (err., Lokalie 1731)                                        | Unbefleckte Empfängnis, 8. Dezember (Anb. 27. Juli)                                              | Pfarrkirche Graz-Unbefleckte Empfängnis (Altersheimkirche) | Altersheimkirche Graz-Gries           |
| Lokalkaplanei Graz-Welsche Kirche                                                           | 5. Gries        | Graz-St. Andrä (Ust.) (Graz-St.Andrä - Graz-Karlau)             |                                                                  | Hl. Franz de Paula, 2. April                                                                     | Welsche Kirche | Welsche Kirche, Graz-Gries            |

Stand 9/2011